# مک میلان، شهرستان لوس، میشیگان
مک میلان (به انگلیسی: McMillan Township) یک منطقهٔ مسکونی در ایالات متحده آمریکا است که در شهرستان لوس، میشیگان واقع شده‌است.
 مک میلان  ۲٬۶۹۲ نفر جمعیت دارد و ۲۴۵ متر بالاتر از سطح دریا واقع شده‌است.